# Liste der Baudenkmäler in Abenberg
Auf dieser Seite sind die Baudenkmäler in der mittelfränkischen Stadt Abenberg zusammengestellt. Diese Tabelle ist eine Teilliste der Liste der Baudenkmäler in Bayern. Grundlage ist die Bayerische Denkmalliste, die auf Basis des Bayerischen Denkmalschutzgesetzes vom 1. Oktober 1973 erstmals erstellt wurde und seither durch das Bayerische Landesamt für Denkmalpflege geführt wird. Die folgenden Angaben ersetzen nicht die rechtsverbindliche Auskunft der Denkmalschutzbehörde.

## Ensembles

### Ensemble Altstadt Abenberg
Die städtische Siedlung (Lage) entstand am Fuße der im 11. Jahrhundert genannten Burg des schon 1230 ausgestorbenen Dynastenhauses der Abenberger Grafen im Schnittpunkt alter Straßen. Nachdem Burg und Burgflecken 1296 an das Hochstift Eichstätt gelangt waren, wurde die Siedlung unter Bischof Konrad II. (1297–1305) befestigt und mit der Ringmauer der Burg verbunden. Oberes Tor und Unteres Tor, die die Marktstraße und den Stillaplatz im Westen und Osten wandartig abschließen, veranschaulichen noch die Ummauerung, die im Übrigen nur in Resten besteht. Dieser zwischen den Toren liegende Straßenzug ist die tragende Achse der Stadt, die sich im westlichen Teil zum dreieckigen Stillaplatz ausweitet, dessen Nordspitze zum Burgaufgang vermittelt und dessen Südseite sich zur Pfarrkirche St. Jakobus und dem ehemaligen Friedhof öffnet. Die Marktstraße ist durch ausschließlich zweigeschossige bürgerliche Bebauung geprägt, die älteren Häuser sind meist giebelständige Putzbauten, unter dem Putz wohl häufig Fachwerk. Die jüngeren Bauten – seit der Mitte des 19. Jahrhunderts entstanden – sind meist traufseitige Sandsteinquaderhäuser. Das Straßenbild wird darüber hinaus durch die ziegelgedeckten Satteldächer bestimmt. Am Stillaplatz manifestiert sich die 1796 zu Ende gegangene eichstättische Herrschaft in dem Pfleg- und Kastenhaus, einer barocken Anlage Gabrielis, jetzt Rathaus des im 14. Jahrhundert zur Stadt erhobenen Ortes. Daneben hebt sich auch der Giebelbau des Pfarrhauses von der übrigen Umbauung – zweigeschossige Putzbauten – besonders ab und vermittelt zugleich zur Pfarrkirche St. Jakob im aufgelassenen Friedhof, jetzt Grünanlage. Sie wirkt beherrschend von Süden in den Stillaplatz hinein. Die Kleinhausbebauung des 17. bis 19. Jahrhunderts begrenzt an der Westseite den ehemaligen Friedhofsbezirk mit ein- und zweigeschossigen Satteldachbauten, zu denen das alte Schul- und Gemeindehaus zählt und die an der Rückseite Reste der westlichen Stadtmauer berühren. Nach Norden am Burgberghang gelegen schließt der Burgsteig mit seiner lockeren bis zum Kleinhaus abgestuften malerischen Bebauung an. Von der alten Stammburg der Abenberger wird die Stadt Abenberg majestätisch überragt. Aktennummer: E-5-76-111-1.

## Stadtbefestigung
Von der Stadtbefestigung ist die ehemalige Stadtmauer in Teilen erhalten, stellenweise eingebaut oder reduziert, aus Bruchsteinmauerwerk, um 1300 errichtet und Ende des 19. Jahrhunderts in Teilen zerstört.
Folgende Türme sind erhalten:
- Befestigungsturm, dann Karzer, zweigeschossiger Sandsteinquaderbau mit Walmdach, um 1300, bezeichnet „1488“
- Rest eines Befestigungsturm, Bruchsteinmauerwerk, um 1300
- Ehemaliger Befestigungsturm, als Wohnhaus ausgebaut, dreigeschossiger, traufseitiger Sandsteinquaderbau mit Satteldach, im Kern um 1300, Ausbau 19./20. Jahrhundert
- Ehemaliger Befestigungsturm, als Wohnhaus ausgebaut, dreigeschossiger Sandsteinquaderbau mit Satteldach und Fachwerkgiebel, im Kern um 1300, Dachaufbau 19. Jahrhundert

Aktennummer: D-5-76-111-1.

| Lage                          | Objekt                          | Beschreibung | Akten-Nr.              | Bild             |
| ----------------------------- | ------------------------------- | --- | ---------------------- | ---------------- |
| Höllgasse 1, 3, 5 (Standort)  | Stadtmauer                      | Restlicher Zug, um 1300 | D-5-76-111-1 Wikidata  | BW               |
| Höllgasse 3 (Standort)        | Stadtmauer                      | Rest | D-5-76-111-1 Wikidata  | BW               |
| Jägersteig 4 (Standort)       | Befestigungsturm                | Quadratischer Turm der Stadtbefestigung, um 1300, bezeichnet mit „1488“                                                               | D-5-76-111-1 Wikidata  | Befestigungsturm |
| Judengasse (Standort)         | Stadtmauer                      | Restlicher Zug, um 1300 | D-5-76-111-1 Wikidata  | BW               |
| Judengasse 13 (Standort)      | Befestigungsturm                | um 1300, ausgebaut als Wohnhaus | D-5-76-111-1 Wikidata  | BW               |
| Kirchgasse 6 (Standort)       | Befestigungsturm                | Rest | D-5-76-111-1 Wikidata  | BW               |
| Kirchleite 2 (Standort)       | Befestigungsturm                | Um 1300, ausgebaut als Wohnhaus; Fachwerkscheune 17./18. Jahrhundert                                                                  | D-5-76-111-1 Wikidata  | Befestigungsturm |
| Kirchleite 10 (Standort)      | Befestigungsturm                | Um 1300, als Wohnhaus modern ausgebaut, Quader überputzt                                                                              | D-5-76-111-1 Wikidata  | BW               |
| Marktplatz 8 (Standort)       | Stadtmauer                      | Rückseitiger Rest, um 1300 | D-5-76-111-1 Wikidata  | BW               |
| Marktplatz 12 (Standort)      | Stadtmauer                      | Rückseitiger Rest, um 1300 | D-5-76-111-1           | BW               |
| Marktplatz 14 (Standort)      | Stadtmauer                      | Rückseitiger Rest, um 1300 | D-5-76-111-1           | BW               |
| Marktplatz 19 (Standort)      | Stadtmauer                      | Rest, um 1300 | D-5-76-111-1 Wikidata  | BW               |
| Marktplatz 20 (Standort)      | Stadtmauer                      | Rückseitiger Rest, um 1300 | D-5-76-111-1           | BW               |
| Marktplatz 22 (Standort)      | Stadtmauer                      | Rest, um 1300 | D-5-76-111-1 Wikidata  | BW               |
| Marktplatz 24 (Standort)      | Stadtmauer                      | Rest, um 1300 | D-5-76-111-1 Wikidata  | BW               |
| Marktplatz 26 (Standort)      | Unteres Tor                     | Stadttor, Torturm, dreigeschossiger Sandsteinquaderbau mit spitzbogiger Durchfahrt, Satteldach und Fachwerkgiebel, Dachaufbau um 1724 | D-5-76-111-50 Wikidata | weitere Bilder   |
| Schechsengasse 4 (Standort)   | Reste eines Befestigungsturmes  | | D-5-76-111-1 Wikidata  | BW               |
| Schechsengasse 5 (Standort)   | Rest der Stadtmauer             | Rückseitig, um 1300 | D-5-76-111-1 Wikidata  | BW               |
| Schechsengasse 7 (Standort)   | Stadtmauerrest                  | Um 1300 | D-5-76-111-1 Wikidata  | BW               |
| Schechsengasse 14 (Standort)  | Stadtmauerrest                  | Um 1300 | D-5-76-111-1 Wikidata  | BW               |
| Stillaplatz 1 (Standort)      | Stadtmauerrest                  | Um 1300 | D-5-76-111-1 Wikidata  | BW               |
| Stillaplatz 2 (Standort)      | Oberes Tor                      | Stadttor, Torturm, hoher dreigeschossiger Sandsteinquaderbau mit spitzbogiger Durchfahrt und Spitzhelm, um 1300                       | D-5-76-111-89 Wikidata | weitere Bilder   |
| Windsbacher Straße (Standort) | Befestigungsturm, später Karzer | bezeichnet mit „1488“, wohl älter | D-5-76-111-1 Wikidata  | BW               |

## Baudenkmäler nach Ortsteilen

### Abenberg
| Lage | Objekt | Beschreibung | Akten-Nr.               | Bild |
| --- | --- | --- | ----------------------- | --- |
| Am Golfplatz; in der Flur Sadenschlag (Standort) | Flurkreuz                                                                                                   | Gusseisernes Kruzifix auf erneuertem Sandsteinsockel, 19. Jahrhundert | D-5-76-111-107 Wikidata | BW |
| Am Leipersloher Weg (Standort) | Flurkreuz                                                                                                   | Holzkruzifix, 19. Jahrhundert | D-5-76-111-102 Wikidata | BW |
| Burgsteig 1 (Standort) | Hopfenscheune                                                                                               | Sandsteinquaderbau mit gebrochenem Steilsatteldach, 1898 | D-5-76-111-2 Wikidata   | weitere Bilder |
| Burgsteig 10 (Standort) | Kleinhaus                                                                                                   | Erdgeschossiger, giebelständiger und verputzter Sandsteinquader- und Fachwerkbau mit Steilsatteldach, 18. Jahrhundert | D-5-76-111-4 Wikidata   | BW |
| Burgstraße; Rother Straße (Standort) | Bildsäule                                                                                                   | Sandsteinpfeiler mit würfelförmigem Aufsatz, 17. Jahrhundert | D-5-76-111-58 Wikidata  | BW |
| Burgstraße; Güssübelstraße (Standort) | Wegkapelle                                                                                                  | Sandsteinquaderbau mit Altarnische, um 1700 | D-5-76-111-14 Wikidata  | BW |
| Burgstraße 13, Güssübelstraße 3 (Standort) | Doppelwohnhaus                                                                                              | In Ecklage, ein- bis dreigeschossiger verputzter Satteldachbau mit giebelständigem Querbau und Frackdachbau mit Fachwerkobergeschoss an der Ostseite, 18./19. Jahrhundert, Erweiterung nach Westen 20. Jahrhundert | D-5-76-111-6 Wikidata   | BW |
| Burgstraße 13, Güssübelstraße 3 (Standort) | Ehemalige Scheune                                                                                           | Erdgeschossiger, verputzter Steilsatteldachbau mit Fachwerkgiebel, erste Hälfte 19. Jahrhundert | D-5-76-111-6 Wikidata   | BW |
| Burgstraße 16 (Standort) | Burg | Einheitliche Anlage, um 1230–50 anstelle eines Vorgängerbaus des 11./12. Jahrhunderts errichtet, seit 1296 Pflegamtssitz des Hochstifts Eichstätt | D-5-76-111-7 Wikidata   | weitere Bilder |
| Burgstraße 16 (Standort) | Burg, ehemaliges Pflegerhaus                                                                                | Viergeschossiger Sandsteinquaderbau mit Satteldach und polygonalem Eckerker, 1467, um 1638/39 aufgestockt | D-5-76-111-7 Wikidata   | weitere Bilder |
| Burgstraße 16 (Standort) | Burg, Nordwestturm, sogenannter Schottenturm                                                                | Sechsgeschossiger Sandsteinquaderbau mit Pyramidendach und vorkragendem Fachwerkobergeschoss mit Ecktürmchen, 1884/85 | D-5-76-111-7 Wikidata   | weitere Bilder |
| Burgstraße 16 (Standort) | Burg, Südwestturm                                                                                           | Hoher, schmaler Sandsteinquaderbau mit Zinnenkranz, im Kern 1230–50, 1875/76 | D-5-76-111-7 Wikidata   | weitere Bilder |
| Burgstraße 16 (Standort) | Burg, ehemalige Burgscheune                                                                                 | Erdgeschossiger, traufseitiger und verputzter Massivbau mit Steilsatteldach und Aufzugsgaube, 1662 | D-5-76-111-7 Wikidata   | weitere Bilder |
| Burgstraße 16 (Standort) | Burgkapelle                                                                                                 | Erdgeschossiger Sandsteinquaderbau mit Satteldach und Dachreiter, neugotisch, 1884; mit Ausstattung | D-5-76-111-7 Wikidata   | Burgkapelle |
| Burgstraße 16 (Standort) | Burg, Ringmauer mit spitzbogigem Burgtor an der Südostecke und zwei Türmchen an der Südost- und Nordostecke | Sandsteinmauerwerk, mittelalterlich, Türmchen um 1875/76 | D-5-76-111-7 Wikidata   | weitere Bilder |
| Burgstraße 16 (Standort) | Burg, Brücke über den ehemaligen Burggraben an der Ostseite                                                 | Zweibogiger Sandsteinquaderbau mit zwei barocken allegorischen Figuren auf Sandsteinpfeilern, nachmittelalterlich, 1656 repariert, Figuren im 19. Jahrhundert hier aufgestellt | D-5-76-111-7 Wikidata   | weitere Bilder |
| Burgstraße 16 (Standort) | Schlossgarten                                                                                               | Südlich der Burg, terrassenförmig angelegt mit Ummauerung mit Zinnen und Gartenhäuschen mit Helmdach in Südwestecke, 18. Jahrhundert | D-5-76-111-7 Wikidata   | weitere Bilder |
| Dornig; in der Flur Weinstraße (Standort) | Bildstock, sogenannte Weiße Säule                                                                           | Sandstein verputzt, 19. Jahrhundert | D-5-76-111-103 Wikidata | Bildstock, sogenannte Weiße Säule |
| Ebersbacher Straße, bei Nr. 3 (Standort) | Wegkreuz | Holzkruzifix mit gefasstem Korpus und Baldachin, 20. Jahrhundert | D-5-76-111-10 Wikidata  | BW |
| Fleck; Am Dürrenmungenauer Weg; Dürrenmungenauer Weg; Am Landsknecht; Sadenschlag; Abenberger Wald; Am Asbacher Weg; Osach; Der Mäbenberger Weg; Barthelmesauracher Straße; Hochreit; Streitholz; Trostäcker; Eichenbühl; Pfefferfeld; Erb (Standort) | Grenzsteine der Fraischgrenze Pflegamt Abenberg                                                             | Sandstein, überwiegend bezeichnet und reliefiert mit Bischofsstab und markgräflichem Adler; Nr. 11, bezeichnet „1789“; Nr. 23, wohl 18. Jahrhundert; Nr. 24, bezeichnet „1737“; Nr. 26, bezeichnet „1737“; Nr. 29, bezeichnet „1737“; Nr. 30, bezeichnet „1737“; Nr. 33, bezeichnet „1789“; Nr. 34, bezeichnet „1747“; Nr. 35, wohl 18. Jahrhundert; Nr. 36, wohl 18. Jahrhundert; Nr. 37, bezeichnet „1789“; Nr. 39, bezeichnet „1737“; Nr. 41, bezeichnet „1737“; Nr. 42, wohl 18. Jahrhundert; Nr. 43, 1737; Nr. 47, bezeichnet „1777“; Nr. 48, bezeichnet „1737“; Nr. 49, wohl 18. Jahrhundert; Nr. 50, bezeichnet „1747“; Nr. 51, bezeichnet „1737“; Nr. 59, 1737; Nr. 60, bezeichnet „1757“; Nr. 61, wohl 18. Jahrhundert; Nr. 70, wohl 18. Jahrhundert; Nr. 75, 1737; Nr. 76, bezeichnet „1737“; Nr. 78, wohl 18. Jahrhundert; Nr. 80, wohl 18. Jahrhundert; Nr. 82, bezeichnet „1737“; Nr. 83, wohl 18. Jahrhundert; zugehörig Grenzsteine Nr. 5, 9, 16, 22, siehe Gemeinde Büchenbach | D-5-76-111-108 Wikidata | [[Vorlage:Bilderwunsch/code!/C:49.24283,10.93153!/D:Fleck; Am Dürrenmungenauer Weg; Dürrenmungenauer Weg; Am Landsknecht; Sadenschlag; Abenberger Wald; Am Asbacher Weg; Osach; Der Mäbenberger Weg; Barthelmesauracher Straße; Hochreit; Streitholz; Trostäcker; Eichenbühl; Pfefferfeld; Erb, Grenzsteine der Fraischgrenze Pflegamt Abenberg!/\|BW]] |
| Ebersbacher Straße; am Ortsrand (Standort) | Bildstock                                                                                                   | Sandstein, 18. Jahrhundert | D-5-76-111-11           | BW |
| Friedhofsweg 6 (Standort) | Friedhofskapelle                                                                                            | Sandsteinquaderbau mit Satteldach, Dachreiter und Arkadenöffnungen, Anfang 20. Jahrhundert | D-5-76-111-12 Wikidata  | BW |
| Friedhofsweg 6 (Standort) | Friedhof | Anfang 20. Jahrhundert angelegt, mit Grabsteinen des 20. Jahrhunderts | D-5-76-111-12 Wikidata  | weitere Bilder |
| Friedhofsweg 6 (Standort) | Friedhofsummauerung                                                                                         | Sandsteinquadermauer, gleichzeitig | D-5-76-111-12 Wikidata  | Friedhofsummauerung |
| Gartenstraße; bei Wegkapelle und Altarnische (Standort) | Wegkreuz | 20. Jahrhundert; nicht nachqualifiziert | D-5-76-111-13 Wikidata  | BW |
| Güssübelstraße 4 (Standort) | Hopfenbauernhaus                                                                                            | Zweigeschossiger Sandsteinquaderbau mit gebrochenem Steilgiebeldach und Trockenluken, nach 1852 | D-5-76-111-16 Wikidata  | BW |
| Güssübelstraße; Rother Straße (Standort) | Bildstock                                                                                                   | Sandstein, um 1700 | D-5-76-111-57 Wikidata  | weitere Bilder |
| Güssübelstraße; Rother Straße (Standort) | Steinkreuz                                                                                                  | Sandstein, mittelalterlich | D-5-76-111-56           | weitere Bilder |
| Habichtsweg 9; in der ehem. Flur Wolfsgrube (Standort) | Flurkreuz                                                                                                   | Holzkruzifix mit hölzernem Korpus und Baldachin, 20. Jahrhundert | D-5-76-111-72 Wikidata  | BW |
| Höllgasse 3 (Standort) | Ehemalige Scheune mit angebautem Wohnteil                                                                   | Giebelständiger Sandsteinquaderbau mit Steilsatteldach und Fachwerkgiebel und quer angebautem, zweigeschossigem Wohnteil mit Satteldach, 18. Jahrhundert, Wohnteil später | D-5-76-111-18 Wikidata  | BW |
| Höllgasse 3 (Standort) | Ehemaliges Wohnstallhaus                                                                                    | Zweigeschossiger, traufseitiger und teils verputzter Steilsatteldachbau mit Fachwerkobergeschoss und -giebel, zweite Hälfte 18. Jahrhundert | D-5-76-111-19 Wikidata  | weitere Bilder |
| Jägersteig 10 (Standort) | Ehemaliges Wohnstallhaus                                                                                    | Erdgeschossiger, traufseitiger Sandsteinquaderbau mit Steilsatteldach, bezeichnet „1903“ | D-5-76-111-22 Wikidata  | BW |
| Kirchgasse 1 (Standort) | Ehemaliges Handwerkerhaus                                                                                   | Erdgeschossiger Sandsteinquaderbau mit Mansarddach, zweites Viertel 19. Jahrhundert | D-5-76-111-25 Wikidata  | BW |
| Kirchgasse 3 (Standort) | Ehemaliges Handwerkerhaus                                                                                   | Zweigeschossiger, teils verputzter Sandsteinquaderbau mit Steilsatteldach, 1905 | D-5-76-111-26 Wikidata  | Ehemaliges Handwerkerhaus |
| Kirchgasse 6 (Standort) | Wirtschaftsgebäude                                                                                          | Mit Kellergewölben des ehem. Kommunbrauhauses, Sandsteinquaderbau mit Satteldach, Keller wohl spätmittelalterlich, Scheune 1978 umgebaut | D-5-76-111-28 Wikidata  | BW |
| Küchelbachstraße (gegenüber von Nr. 15) (Standort) | Wegkapelle                                                                                                  | Verputzter Massivbau mit halbrundem Abschluss und Volutengiebelaufsatz, barock, 17./18. Jahrhundert; mit Ausstattung | D-5-76-111-31 Wikidata  | BW |
| Küchelbachstraße 10 (Standort) | Bauernhaus                                                                                                  | Zweigeschossiger, traufseitiger Sandsteinquaderbau mit Steilsatteldach, Mitte 19. Jahrhundert, 1934 aufgestockt | D-5-76-111-32 Wikidata  | BW |
| Küchelbachstraße 10 (Standort) | Sandsteinpfeiler der Einfriedung                                                                            | Zweite Hälfte 19. Jahrhundert | D-5-76-111-32 Wikidata  | BW |
| Küchelbachstraße 34 (Standort) | Ehemaliges Forsthaus                                                                                        | Zweigeschossiger, traufseitiger Satteldachbau mit Fachwerkobergeschoss und -giebel, erste Hälfte 19. Jahrhundert | D-5-76-111-33 Wikidata  | BW |
| Küchelbachstraße 34 (Standort) | Scheune | Giebelständiger Sandsteinquaderbau mit Steilsatteldach, um 1900 | D-5-76-111-33 Wikidata  | BW |
| Marienburg 3 (Standort) | Katholische Klosterkirche St. Peter                                                                         | Verputzte Saalkirche mit Satteldach, Putzlisenengliederung, Dachreiter und eingezogenem Chor mit halbrundem Abschluss, von Jakob Engel, 1677–85 nach Brand über Resten des 15. Jahrhunderts und von 1587 neu errichtet; mit Ausstattung | D-5-76-111-36 Wikidata  | weitere Bilder |
| Marienburg 3 (Standort) | Kalvarienberg                                                                                               | In bretterverschalter Nische außen am Langhaus, lebensgroße Holzfiguren, um 1740, 1926 hier aufgestellt | D-5-76-111-36 Wikidata  | BW |
| Marienburg 5 (Standort) | Ehemaliges Augustinerchorfrauenstift, jetzt franziskanisches Frauenkloster                                  | Nord- und Westflügel erhalten, zweiflügeliger, zweigeschossiger und verputzter Massivbau mit Satteldach und Dachgauben, von Jakob Engel, 1679–83, Erweiterung des Westflügels nach Süden von Friedrich Ritter, 1921–23 | D-5-76-111-37 Wikidata  | weitere Bilder |
| Marienburg 5 (Standort) | Einfriedung mit Torbogen                                                                                    | Sandsteinmauerwerk, stellenweise verputzt, wohl 18. Jahrhundert | D-5-76-111-37 Wikidata  | BW |
| Marktplatz 3 (Standort) | Bürgerhaus                                                                                                  | Zweigeschossiger, traufseitiger Sandsteinquaderbau mit Steilsatteldach, 1898, 1958/59 entkernt | D-5-76-111-38 Wikidata  | BW |
| Marktplatz 5 (Standort) | Ehemaliges Handwerkerhaus                                                                                   | Zweigeschossiger, giebelständiger Sandsteinquaderbau mit Steilsatteldach, 1898 | D-5-76-111-39 Wikidata  | BW |
| Marktplatz 6 (Standort) | Ehemaliges Handwerkerhaus                                                                                   | Zweigeschossiger, giebelständiger Sandsteinquaderbau mit Steilsatteldach, zweite Hälfte 19. Jahrhundert, 1933 aufgestockt | D-5-76-111-40 Wikidata  | Ehemaliges Handwerkerhaus |
| Marktplatz 8 (Standort) | Ehemaliges Gasthaus                                                                                         | Breit gelagerter, zweigeschossiger und giebelständiger Sandsteinquaderbau mit Steilsatteldach und Sohlbankgesims, um Mitte 19. Jahrhundert | D-5-76-111-41 Wikidata  | Ehemaliges Gasthaus |
| Marktplatz 11 (Standort) | Ehemaliges Hopfenbauernhaus                                                                                 | Zweigeschossiger, traufseitiger Sandsteinquaderbau mit Steilsatteldach, 1885 | D-5-76-111-42 Wikidata  | Ehemaliges Hopfenbauernhaus |
| Marktplatz 12 (Standort) | Bürgerhaus                                                                                                  | Zweigeschossiger, traufseitiger Sandsteinquaderbau mit Steilsatteldach, 1902 | D-5-76-111-43           | weitere Bilder |
| Marktplatz 13 (Standort) | Bürgerhaus                                                                                                  | Zweigeschossiger, traufseitiger Sandsteinquaderbau mit Steilsatteldach, 1884 | D-5-76-111-44 Wikidata  | Bürgerhaus |
| Marktplatz 13 (Standort) | Scheune | Sandsteinquaderbau mit gebrochenem Steilsatteldach, wohl zweite Hälfte 19. Jahrhundert | D-5-76-111-44 Wikidata  | BW |
| Marktplatz 14 (Standort) | Ehemaliges Bürgerhaus, jetzt Gasthaus                                                                       | Zweigeschossiger, traufseitiger Sandsteinquaderbau mit Steilsatteldach, zweite Hälfte 19. Jahrhundert | D-5-76-111-45 Wikidata  | weitere Bilder |
| Marktplatz 20 (Standort) | Gasthaus | Zweigeschossiger, giebelständiger Sandsteinquaderbau mit Steilsatteldach, zweite Hälfte 19. Jahrhundert | D-5-76-111-47           | Gasthaus |
| Mühlweg 2 (Standort) | Wegkreuz | Holzkruzifix mit farbig gefasstem Korpus und Baldachin, 20. Jahrhundert | D-5-76-111-85 Wikidata  | BW |
| Mühlweg 24 (Standort) | Wegkreuz | Holzkruzifix mit farbig gefasstem Korpus und Baldachin, wohl 20. Jahrhundert | D-5-76-111-51 Wikidata  | BW |
| Osach; am Weg nach Ebersbach, bei der Wegkapelle (Standort) | Bildsäule                                                                                                   | Sandstein, 18. Jahrhundert | D-5-76-111-9            | BW |
| Osach; an der Mäbenberger Straße am Waldrand (Standort) | Katholische Wegkapelle Heilige Dreifaltigkeit                                                               | Verputzter Massivbau mit Zeltdach und Ecklisenen, wohl 19. Jahrhundert; mit Ausstattung | D-5-76-111-8 Wikidata   | BW |
| Pfefferfeld; an der Mäbenberger Straße am Waldrand (Standort) | Katholische Wegkapelle Heilige Dreifaltigkeit                                                               | Verputzter Massivbau mit Zeltdach und Ecklisenen, wohl 19. Jahrhundert; mit Ausstattung | D-5-76-111-34           | BW |
| Pfefferfeld; am Mäbenberger Weg, am Waldrand (Standort) | Bildsäule                                                                                                   | Sandstein verputzt, 18. Jahrhundert | D-5-76-111-35 Wikidata  | BW |
| Prälat-Sperber-Platz (Standort) | Katholische Wegkapelle Maria Hilf                                                                           | Verputzter Massivbau mit Satteldach und Ädikulafront, barock, um 1680 | D-5-76-111-52 Wikidata  | Katholische Wegkapelle Maria Hilf |
| Prälat-Sperber-Platz 8 (Standort) | Reliefbild der Heiligen Familie                                                                             | Sandstein, wohl 19. Jahrhundert; eingelassen in die Außenwand | D-5-76-111-53 Wikidata  | BW |
| Rother Straße, bei Nr. 23 (Standort) | Mauerpfeiler                                                                                                | Mit Madonnennische, Sandsteinmauerwerk, 19. Jahrhundert | D-5-76-111-55 Wikidata  | BW |
| Rother Straße; am Fuß des Galgenbergs, am östlichen Ortsausgang (Standort) | Wegkreuz | Gusseisernes Kruzifix auf Sandsteinsockel, wohl 20. Jahrhundert | D-5-76-111-59 Wikidata  | BW |
| Sadenweiher; am Bechhofer Weg, auf dem Golfplatz (Standort) | Kreuzstein                                                                                                  | Sandstein, wohl spätmittelalterlich | D-5-76-111-106 Wikidata | weitere Bilder |
| Schechsengasse 1, 3 (Standort) | Katholische Stadtpfarrkirche St. Jakobus                                                                    | Sandsteinquaderbau mit Satteldach, eingezogenem, dreiseitig geschlossenem Chor und seitlichen Turm mit Zeltdach und Laterne, Wandpfeilerkirche mit tonnengewölbtem Langhaus, westlicher Empore und eingezogenem, flachgedecktem Chor, Teile der nördlichen Langhauswand erste Hälfte 13. Jahrhundert, Turm 1294–1300, Chor Ende 15. Jahrhundert, Langhauserweiterung nach Westen 1624–27, Langhausgewölbe 1624 oder 1701/02, Turmausbau 1769, erneute Langhauserweiterung nach Westen 1854–57; mit Ausstattung | D-5-76-111-61 Wikidata  | weitere Bilder |
| Schechsengasse 1, 3 (Standort) | Katholische Stadtpfarrkirche St. Jakob                                                                      | Ölbergkapelle, außen am Chorhaupt, 16./17. Jahrhundert | D-5-76-111-61 Wikidata  | weitere Bilder |
| Schechsengasse 1, 3 (Standort) | Ehemalige Kirchhofmauer                                                                                     | An Nord- und Westseite mit Resten von Grabsteinen und Torpfeilern, 18./19. Jahrhundert | D-5-76-111-61 Wikidata  | BW |
| Schechsengasse 4 (Standort) | Ehemaliges Schulhaus                                                                                        | Zweigeschossiger, traufseitiger und teils verputzter Sandsteinquaderbau mit Satteldach und Fachwerkgiebel, 1743 | D-5-76-111-62 Wikidata  | weitere Bilder |
| Schechsengasse 5 (Standort) | Ehemaliges Kaplanhaus                                                                                       | Zweigeschossiger, traufseitiger Sandsteinquaderbau mit Satteldach, Zwerchgiebel und Trauffries, 1863 | D-5-76-111-63 Wikidata  | BW |
| Schechsengasse 6 (Standort) | Kleinhaus                                                                                                   | Erdgeschossiger, giebelständiger Sandsteinquaderbau mit Steilsatteldach, Mitte 19. Jahrhundert, Erweiterung nach Westen Ende 19. Jahrhundert und 1910 | D-5-76-111-64 Wikidata  | weitere Bilder |
| Schwabacher Straße, gegenüber Nr. 4 (Standort) | Katholische Wegkapelle St. Antonius                                                                         | Verputzter Massivbau mit Satteldach und Ädikulafront, 18. Jahrhundert | D-5-76-111-68 Wikidata  | BW |
| Schwabacher Straße; bei der Antoniuskapelle (Standort) | Bildsäule                                                                                                   | 18. Jahrhundert | D-5-76-111-69 Wikidata  | BW |
| Schweinauer Straße () | Bildstock                                                                                                   | 18. Jahrhundert | D-5-76-111-71           | |
| Schweinauer Straße 1 (Standort) | Ehemaliger Brauereikeller                                                                                   | 18./19. Jahrhundert | D-5-76-111-70 Wikidata  | BW |
| Spalter Straße, Ecke Schweinauer Straße, am Weiher (Standort) | Bildsäule                                                                                                   | Sandstein, 18. Jahrhundert | D-5-76-111-80 Wikidata  | BW |
| Spalter Straße; an der Straße nach Obersteinbach, am Waldrand (Standort) | Wegkapelle                                                                                                  | Verputzter Massivbau mit Satteldach, 19. Jahrhundert | D-5-76-111-81 Wikidata  | Wegkapelle |
| Spalter Straße; an der Straße nach Obersteinbach, bei der Wegkapelle (Standort) | Bildsäule                                                                                                   | Sandstein, wohl 18. Jahrhundert | D-5-76-111-82 Wikidata  | Bildsäule |
| Spalter Straße; bei der Wegkapelle neben Spalter Straße 9 (Standort) | Bildsäule                                                                                                   | Sandstein verputzt, 17./18. Jahrhundert | D-5-76-111-78 Wikidata  | BW |
| Spalter Straße 1 (Standort) | Ehemaliges Wohnstallhaus, dann Klöppelschule                                                                | Zweigeschossiger, traufseitiger Sandsteinquaderbau mit Steilsatteldach und Trockenluken, drittes Viertel 19. Jahrhundert | D-5-76-111-73 Wikidata  | Ehemaliges Wohnstallhaus, dann Klöppelschule |
| Spalter Straße 2 (Standort) | Ehemaliges Doktorhaus                                                                                       | Zweigeschossiger, verputzter Gruppenbau mit Krüppelwalmdach, Sandsteingliederung und Fachwerkgiebeln, Heimatschutzstil, 1906 | D-5-76-111-74 Wikidata  | Ehemaliges Doktorhaus |
| Spalter Straße 9 (Standort) | Wegkapelle                                                                                                  | Verputzter Sandsteinquaderbau mit Satteldach und Ädikulafront, 1403 erwähnt, Anlage des 18. Jahrhunderts | D-5-76-111-75 Wikidata  | BW |
| Spalter Straße 10 (Standort) | Ehemaliges Handwerkerhaus                                                                                   | Erdgeschossiger, traufseitiger Sandsteinquaderbau mit Mansarddach, 1927 | D-5-76-111-76 Wikidata  | BW |
| Spalter Straße 11 (Standort) | Ehemalige Kleinkinderschule                                                                                 | Erdgeschossiger Sandsteinquaderbau mit Walmdach, rückseitigem Anbau und Hausfigur, 1921, Anbau 1947 | D-5-76-111-77 Wikidata  | BW |
| Spalter Straße 20 (Standort) | Ehemaliges Wohnstallhaus                                                                                    | Erdgeschossiger, traufseitiger Sandsteinquaderbau mit Steilsatteldach, drittes Viertel 19. Jahrhundert | D-5-76-111-79 Wikidata  | BW |
| Steinweg, bei Nr. 2 (Standort) | Bildstock                                                                                                   | Breiter Sandsteinpfeiler mit Bildnische und geschweiftem Giebelaufsatz, bezeichnet „1702“ | D-5-76-111-83 Wikidata  | Bildstock |
| Steinweg, bei Nr. 2 (Standort) | Bildsäule                                                                                                   | Sandstein, bezeichnet „1750“ | D-5-76-111-84 Wikidata  | weitere Bilder |
| Steinweg 5 (Standort) | Ehemaliges Bauernhaus                                                                                       | Erdgeschossiger, traufseitiger und teils verputzter Sandsteinquaderbau mit Steilsatteldach und Fachwerkgiebel, erste Hälfte 19. Jahrhundert | D-5-76-111-86 Wikidata  | BW |
| Stillaplatz 1 (Standort) | Rathaus | Ehemaliges Pflegamt des Hochstifts Eichstätt. Zweigeschossiger Sandsteinquaderbau mit Mansardwalmdach, Gurtgesims und zweigeschossigem Nebentrakt mit Walmdach, barock, von Gabriel de Gabrieli, 1743/44 | D-5-76-111-88 Wikidata  | weitere Bilder |
| Stillaplatz 4 (Standort) | Ehemaliges Handwerkerhaus                                                                                   | Zweigeschossiger, traufseitiger Sandsteinquaderbau mit Satteldach und Fachwerkobergeschoss und -giebel, bezeichnet „1764“ | D-5-76-111-90 Wikidata  | Ehemaliges Handwerkerhaus |
| Stillaplatz 10 (Standort) | Pfarrhaus                                                                                                   | Zweigeschossiger, traufseitiger und verputzter Steilsatteldachbau, wohl Ende 17./Anfang 18. Jahrhundert | D-5-76-111-91 Wikidata  | weitere Bilder |
| Stillaplatz 11 (Standort) | Ehemaliges Handwerkerhaus                                                                                   | Erdgeschossiger, giebelständiger und teils verputzter Fachwerkbau mit Steilsatteldach, 17./Anfang 18. Jahrhundert | D-5-76-111-92 Wikidata  | weitere Bilder |
| Stillaplatz 13 (Standort) | Drei Wappensteine                                                                                           | Sandstein, 17. Jahrhundert; in die Außenwand eingelassen | D-5-76-111-93 Wikidata  | BW |
| Stollweiher (Standort) | Bildsäule, sogenannte Stillasäule                                                                           | Sandstein, 18. Jahrhundert | D-5-76-111-87 Wikidata  | BW |
| Windsbacher Straße, bei Nr. 6 (Standort) | Bildstock                                                                                                   | Breiter, verputzter Sandsteinpfeiler mit Bildnische, bezeichnet „1698“ | D-5-76-111-100 Wikidata | BW |
| Windsbacher Straße; bei der Vierzehnnothelferkapelle (Standort) | Bildsäule                                                                                                   | Sandstein, 18. Jahrhundert | D-5-76-111-98           | BW |
| Windsbacher Straße, bei Nr. 6 (Standort) | Bildsäule                                                                                                   | Sandstein, 17. Jahrhundert | D-5-76-111-101 Wikidata | BW |
| Windsbacher Straße; bei der Kapelle (Standort) | Bildstock                                                                                                   | 18. Jahrhundert | D-5-76-111-99           | BW |
| Windsbacher Straße, bei Nr. 37 (Standort) | Wegkapelle Vierzehnnothelfer                                                                                | Verputzter Massivbau, wohl 19. Jahrhundert | D-5-76-111-97 Wikidata  | BW |
| Windsbacher Straße 3 (Standort) | Kleinhaus                                                                                                   | Erdgeschossiger, traufseitiger Sandsteinquaderbau mit Steilsatteldach, 1898 | D-5-76-111-95 Wikidata  | BW |

### Bechhofen
| Lage                                             | Objekt              | Beschreibung                                                                     | Akten-Nr.               | Bild           |
| ------------------------------------------------ | ------------------- | -------------------------------------------------------------------------------- | ----------------------- | -------------- |
| Moosfeld; südlich vom Ort am Waldrand (Standort) | Bildsäule           | Sandstein mit Eisenkreuz, wohl 18. Jahrhundert                                   | D-5-76-111-111 Wikidata | BW             |
| Hirtenbachstraße 1 (Standort)                    | Katholische Kapelle | Sandsteinquaderbau mit Satteldach und Fachwerk-Dachreiter, 1887; mit Ausstattung | D-5-76-111-109 Wikidata | weitere Bilder |

### Beerbach
| Lage                                                      | Objekt                       | Beschreibung | Akten-Nr.               | Bild           |
| --------------------------------------------------------- | ---------------------------- | --- | ----------------------- | -------------- |
| alte Haus-Nr. 1 ()                                        | Eingelassener Inschriftstein | bezeichnet 1793 | D-5-76-111-112 Wikidata |                |
| Beerbach A 26 (Standort)                                  | Ehemaliges Wohnstallhaus     | Erdgeschossiger, traufseitiger Sandsteinquaderbau mit Steilsatteldach und Trockenluke, 1899 | D-5-76-111-114 Wikidata | weitere Bilder |
| Beerbach A 31 (Standort)                                  | Hopfenbauernhaus             | Zweigeschossiger, traufseitiger Sandsteinquaderbau mit Satteldach, Zahnschnittfries am Sohlbankgesims und firstgleich angebautem Wirtschaftsteil mit gebrochenem Steilsatteldach, bezeichnet „1906“ | D-5-76-111-117 Wikidata | BW             |
| Beerbach B 2 (Standort)                                   | Hopfenbauernhaus             | Erdgeschossiger, traufseitiger Sandsteinquaderbau mit Steilsatteldach und First mit Kugelaufsatz, 1851, 1885 nach Westen verlängert                                                                 | D-5-76-111-116 Wikidata | weitere Bilder |
| Beerbach B 3 (Standort)                                   | Wohnstallhaus                | Erdgeschossiger, traufseitiger Sandsteinquaderbau mit gebrochenem Steilsatteldach und zweigeschossigem Anbau mit Satteldach, 1802, Aufstockung und Firstdrehung bezeichnet „1924“                   | D-5-76-111-113 Wikidata | weitere Bilder |
| Beerbach B 3 (Standort)                                   | Scheune                      | Traufseitiger, verputzter Sandsteinquaderbau mit Satteldach und Fachwerkgiebel, bezeichnet „1798“                                                                                                   | D-5-76-111-113 Wikidata | Scheune        |
| Beerbach B 3 (Standort)                                   | Nebengebäude                 | Erdgeschossiger, verputzter Sandsteinquaderbau mit Steilsatteldach und Fachwerkgiebel, 1898, 1924                                                                                                   | D-5-76-111-113 Wikidata | Nebengebäude   |
| Beerbach C 14 (Standort)                                  | Wohnstallhaus                | Erdgeschossiger, giebelständiger Sandsteinquaderbau mit Steilsatteldach und Trockenluke, 1894 | D-5-76-111-115 Wikidata | BW             |
| Wassermungenauer Weg; an der Straße nach Spalt (Standort) | Kreuzstein                   | Sandstein, wohl spätmittelalterlich | D-5-76-111-118 Wikidata | weitere Bilder |

### Dürrenmungenau
| Lage                                          | Objekt                                                            | Beschreibung | Akten-Nr.               | Bild                      |
| --------------------------------------------- | ----------------------------------------------------------------- | --- | ----------------------- | ------------------------- |
| Abenberger Weg 1; in der Dorfmitte (Standort) | Waaghaus                                                          | Erdgeschossiger, giebelständiger, teils verputzter Sandsteinquaderbau mit Steilsatteldach, Mitte 19. Jahrhundert | D-5-76-111-127 Wikidata | BW                        |
| Dorfanger 11 (Standort)                       | Scheune                                                           | Sandsteinquaderbau mit gebrochenem Steilsatteldach, 1883 | D-5-76-111-125 Wikidata | BW                        |
| Dorfstraße 10 (Standort)                      | Scheune                                                           | Traufseitiger, verputzter Sandsteinquaderbau mit Steilsatteldach und Fachwerkgiebel, bezeichnet „1838“ | D-5-76-111-124 Wikidata | BW                        |
| Dorfstraße 14 (Standort)                      | Bauernhaus                                                        | Erdgeschossiger, giebelständiger und verputzter Sandsteinquaderbau mit gebrochenem Steilsatteldach, Fachwerkgiebel und zweigeschossigem, traufseitigem Anbau mit Fachwerkobergeschoss, 1806, Anbau 1886 | D-5-76-111-123 Wikidata | BW                        |
| Schlossallee 1 (Standort)                     | Schloss Dürrenmungenau                                            | 1390 erstmals erwähnt, Wasserschloss, zweigeschossiger, traufseitiger Sandsteinquaderbau mit Satteldach und turmartigem Mittelrisalit mit Zwiebelhaube, barock, turmartiger Mittelrisalit im Kern mittelalterlich, 1722–25, Umbau 1900                                                                                                 | D-5-76-111-126 Wikidata | weitere Bilder            |
| Schlossallee 1 (Standort)                     | Scheune                                                           | Erdgeschossiger, traufseitiger Sandsteinquaderbau mit Steilsatteldach, Gauben und First mit Kugelaufsatz, bezeichnet „1736“, Gauben wohl Ende 19. Jahrhundert | D-5-76-111-126 Wikidata | BW                        |
| Schlossallee 1 (Standort)                     | Ehemaliges Stallgebäude                                           | Erdgeschossiger, traufseitiger Sandsteinquaderbau mit Satteldach und First mit Kugelaufsatz, um 1850, Umbau 1900 | D-5-76-111-126 Wikidata | BW                        |
| Schlossallee 1 (Standort)                     | Brücke über den Schlossgraben und Einfriedung an dessen Nordseite | Einbogiger Sandsteinquaderbau mit schmiedeeisernem Geländer und schmiedeeiserner Zaun mit Sandsteinpfeilern, 1898 | D-5-76-111-126 Wikidata | BW                        |
| Schlossallee 1 (Standort)                     | Schlosspark                                                       | Nördlich des Schlosses, wohl 18. Jahrhundert, 1898 nach Westen erweitert | D-5-76-111-126 Wikidata | BW                        |
| Schlossallee 1 (Standort)                     | Einfriedung                                                       | Holzlattenzaun mit Sandsteinpfeilern, schmiedeeisernen Toren und Sandstein-Eckpavillons mit Zwiebelhelmen, 1899 | D-5-76-111-126 Wikidata | BW                        |
| Schlossallee 1 (Standort)                     | Verwalterhaus                                                     | Erdgeschossiger, traufseitiger Sandsteinquaderbau mit Satteldach, breitem Zwerchhaus und rückseitigen Anbauten, im Kern spätmittelalterlich, Umbau 1798 und 1871, Anbauten 1899/1900 | D-5-76-111-126 Wikidata | BW                        |
| Schlossallee 1 (Standort)                     | Ehemaliger Rinderstall                                            | Langgestreckter, erdgeschossiger und traufseitiger Sandsteinquaderbau mit Satteldach, Volutengiebel und Dacherker, 1900 | D-5-76-111-126 Wikidata | BW                        |
| Schlossallee 1 (Standort)                     | Ehemaliger Pferdestall                                            | Langgestreckter, erdgeschossiger und traufseitiger Sandsteinquaderbau mit Satteldach, Volutengiebel und Dacherker, 1900 | D-5-76-111-126 Wikidata | BW                        |
| Schlossallee 2 (Standort)                     | Evangelisch-lutherisches Pfarrhaus                                | Zweigeschossiger, giebelständiger Sandsteinquaderbau mit Satteldach, erste Hälfte 19. Jahrhundert | D-5-76-111-120 Wikidata | BW                        |
| Schlossallee 2 (Standort)                     | Scheune                                                           | Erdgeschossiger, giebelständiger Fachwerkbau mit Satteldach, 19. Jahrhundert | D-5-76-111-120 Wikidata | BW                        |
| Schlossallee 4 (Standort)                     | Evangelisch-lutherische Pfarrkirche St. Jakobus                   | Verputzter Massivbau mit Walmdach und Chorturm mit polygonalem Fachwerkobergeschoss und Spitzhelm, flachgedecktes Langhaus mit Emporen und eingezogenem, kreuzgratgewölbtem Chor, nachgotisch, von Christoph von Westernach, 1614 über älterem Kern, 1689 nach Kriegszerstörung erneuert, 1923 nach Westen verlängert; mit Ausstattung | D-5-76-111-119 Wikidata | weitere Bilder            |
| Schlossallee 4 (Standort)                     | Kirchhofmauer                                                     | Mit rundbogigem Tor, Bruchsteinmauerwerk, wohl 17./18. Jahrhundert | D-5-76-111-119 Wikidata | BW                        |
| Schulweg 2 (Standort)                         | Gastwirtschaft, ehemalige Brauerei                                | Zweigeschossiger Sandsteinquaderbau mit Steilsatteldach, Fledermausgauben und Gurtgesimsen, bezeichnet „1848“ | D-5-76-111-121 Wikidata | BW                        |
| Schulweg 2 (Standort)                         | Scheune                                                           | Sandsteinquaderbau mit Steilsatteldach und östlichem Fachwerkgiebel, erste Hälfte 19. Jahrhundert | D-5-76-111-121 Wikidata | BW                        |
| Schulweg 3 (Standort)                         | Ehemaliges Lehrerwohnhaus                                         | Zweigeschossiger, traufseitiger Sandsteinquaderbau mit Satteldach und Sohlbankgesims, 1903 | D-5-76-111-165 Wikidata | Ehemaliges Lehrerwohnhaus |
| Schulweg 3 (Standort)                         | Scheune                                                           | Giebelständiger Fachwerk- und Sandsteinquaderbau mit Steilsatteldach, Anfang 19. Jahrhundert | D-5-76-111-165 Wikidata | BW                        |
| Steinbacher Weg 1 (Standort)                  | Ehemaliges Bauernhaus                                             | Erdgeschossiger, traufseitiger Sandsteinquaderbau mit Steilsatteldach und First mit Kugelaufsatz, bezeichnet „1792“ | D-5-76-111-122 Wikidata | weitere Bilder            |

### Ebersbach
| Lage                                                                | Objekt        | Beschreibung | Akten-Nr.               | Bild           |
| ------------------------------------------------------------------- | ------------- | --- | ----------------------- | -------------- |
| Ebersbach 9 (Standort)                                              | Wohnstallhaus | Erdgeschossiger, giebelständiger und verputzter Sandsteinquaderbau mit Steildach und Fachwerkgiebel, Ende 18./Anfang 19. Jahrhundert | D-5-76-111-130 Wikidata | BW             |
| Von Ebersbach nach Abenberg; an der Straße nach Abenberg (Standort) | Steinkreuz    | Sandstein, mittelalterlich | D-5-76-111-132          | weitere Bilder |

### Kleinabenberg
| Lage                                                                    | Objekt     | Beschreibung                                                             | Akten-Nr.               | Bild |
| ----------------------------------------------------------------------- | ---------- | ------------------------------------------------------------------------ | ----------------------- | ---- |
| In Louisenau; Kleinabenberg B 19; neben der Kapelle (Standort)          | Bildsäule  | Sandstein, bezeichnet „1618“                                             | D-5-76-111-135 Wikidata | BW   |
| Von Kleinabenberg nach Gauchsdorf; östlich des Ortes am Wald (Standort) | Bildsäule  | Sandstein, bezeichnet „1766“                                             | D-5-76-111-136 Wikidata | BW   |
| In Louisenau; Kleinabenberg B 19 (Standort)                             | Wegkapelle | Verputzter Massivbau mit Satteldach, 18./19. Jahrhundert                 | D-5-76-111-138 Wikidata | BW   |
| Rötelbuck; westlicher Ortsausgang (Standort)                            | Wegkreuz   | Gusseisernes Kruzifix auf Sandsteinsockel, zweite Hälfte 19. Jahrhundert | D-5-76-111-137          | BW   |

### Obersteinbach ob Gmünd
| Lage                                                    | Objekt                                    | Beschreibung | Akten-Nr.               | Bild                                      |
| ------------------------------------------------------- | ----------------------------------------- | --- | ----------------------- | ----------------------------------------- |
| Obersteinbach A 2 (Standort)                            | Hopfenbauernhaus                          | Zweigeschossiger, giebelständiger Sandsteinquaderbau mit Steilsatteldach und Hausfigur, bezeichnet „1901“                                                                             | D-5-76-111-145 Wikidata | Hopfenbauernhaus                          |
| Obersteinbach A 5 (Standort)                            | Ehemaliges Wohnstallhaus                  | Erdgeschossiger, giebelständiger Sandsteinquaderbau mit gebrochenem Steilsatteldach, bezeichnet „1908“                                                                                | D-5-76-111-146 Wikidata | Ehemaliges Wohnstallhaus                  |
| Obersteinbach B 5 (Standort)                            | Bildsäule                                 | Sandstein, 17. Jahrhundert, erneuert | D-5-76-111-149 Wikidata | Bildsäule                                 |
| Obersteinbach B 8 (Standort)                            | Evangelisch-lutherische Gedächtniskapelle | Sandsteinquaderbau mit Walmdach und Dachreiter, von Ritter, bezeichnet „1925“ | D-5-76-111-141          | Evangelisch-lutherische Gedächtniskapelle |
| Obersteinbach B 16 (Standort)                           | Katholische Filialkirche Christkönig      | Sandsteinquaderbau mit Satteldach und Dachreiter, von Winfried Leonhardt, bezeichnet „1931“; mit Ausstattung                                                                          | D-5-76-111-140 Wikidata | Katholische Filialkirche Christkönig      |
| Obersteinbach B 16 (Standort)                           | Leichenhaus                               | Erdgeschossiger Sandsteinquaderbau mit Zeltdach und Lisenengliederung, gleichzeitig                                                                                                   | D-5-76-111-140 Wikidata | BW                                        |
| Obersteinbach B 18 (Standort)                           | Ehemaliges Schulhaus                      | Zweigeschossiger Sandsteinquaderbau mit Walmdach und Sohlbankgesims, 1838 | D-5-76-111-148 Wikidata | Ehemaliges Schulhaus                      |
| Obersteinbach C 2 (Standort)                            | Ehemaliges Wohnstallhaus                  | Erdgeschossiger, giebelständiger Sandsteinquaderbau mit gebrochenem Steilsatteldach, 1937                                                                                             | D-5-76-111-143 Wikidata | Ehemaliges Wohnstallhaus                  |
| Obersteinbach C 2 (Standort)                            | Nebengebäude                              | Erdgeschossiger, verputzter Massivbau mit Satteldach, gleichzeitig | D-5-76-111-143 Wikidata | BW                                        |
| Obersteinbach C 3 (Standort)                            | Wohnstallhaus                             | Zweigeschossiger, giebelständiger Sandsteinquaderbau mit Steilsatteldach, im Kern Mitte 19. Jahrhundert, Aufstockung 1919, Umbau 1953                                                 | D-5-76-111-144 Wikidata | Wohnstallhaus                             |
| Obersteinbach C 6 (Standort)                            | Wohnstallhaus                             | Ein- bis zweigeschossiger, giebelständiger und teilweise verputzter Sandsteinquaderbau mit Frackdach und Fachwerkgiebel, Ende 18./Anfang 19. Jahrhundert, einseitige Aufstockung 1951 | D-5-76-111-142 Wikidata | Wohnstallhaus                             |
| Abgetrenntes Espan; an der Straße nach Spalt (Standort) | Bildsäule                                 | Sandstein, um 1596 | D-5-76-111-150 Wikidata | BW                                        |
| Im Fleck; Mosbacher Straße; beim Trafohaus (Standort)   | Bildsäule                                 | Sandstein, 18./19. Jahrhundert | D-5-76-111-152 Wikidata | BW                                        |
| Kr RH 39; an der Straße nach Abenberg (Standort)        | Bildsäule                                 | Sandstein, 18. Jahrhundert, erneuert | D-5-76-111-151 Wikidata | Bildsäule                                 |

### Wassermungenau
| Lage                           | Objekt                                                     | Beschreibung | Akten-Nr.               | Bild                     |
| ------------------------------ | ---------------------------------------------------------- | --- | ----------------------- | ------------------------ |
| Ansbacher Straße 14 (Standort) | Hopfenbauernhaus                                           | Erdgeschossiger Sandsteinquaderbau mit gebrochenem Steilsatteldach, 1884 | D-5-76-111-156 Wikidata | BW                       |
| Beerbachstraße 2 (Standort)    | Ehemaliges Wohnstallhaus                                   | Erdgeschossiger, giebelständiger Sandsteinquaderbau mit Steilsatteldach, 1904 | D-5-76-111-155 Wikidata | BW                       |
| Denkmalstraße (Standort)       | Friedhof                                                   | Wohl zweite Hälfte 19. Jahrhundert angelegt, mit Grabsteinen des 20. Jahrhunderts Leichenhalle, Sandsteinquaderbau mit Walmdach und Arkadenöffnungen, von Eberhard Braun, 1954 Friedhofskreuz, Steinkruzifix auf Sandsteinsockel, bezeichnet „1891“ Friedhofsummauerung, Sandsteinquadermauer, 19./20. Jahrhundert                                                                  | D-5-76-111-164 Wikidata | BW                       |
| Denkmalstraße ()               | Grenzsteine der Fraischgrenze Pflegamt Wernfels-Spalt      | Sandstein, überwiegend bezeichnet und reliefiert mit Bischofsstab und markgräflichem Adler; Nr. 3, 67, bezeichnet mit „1717“; Nr. 68, 70, vermutlich 18. Jahrhundert; zugehörig Grenzsteine Nr. 7, 8, 10, 11, 19, 21, 27, 29, 43, 44, 45, 47, 50, siehe Stadt Spalt; zugehörig Grenzsteine Nr. 55 und 56, siehe Markt Absberg; zugehörig Grenzstein Nr. 61, siehe Gemeinde Haundorf | D-5-76-111-173          |                          |
| Denkmalstraße 1 (Standort)     | Wohnstallhaus                                              | Zweigeschossiger traufseitiger Sandsteinquaderbau mit Steilsatteldach, 1894 | D-5-76-111-162 Wikidata | Wohnstallhaus            |
| Denkmalstraße 1 (Standort)     | Scheune                                                    | Südlich an das Wohnstallhaus angeschlossen, erdgeschossiger, traufseitiger Sandsteinquaderbau mit Steilsatteldach, 1901 | D-5-76-111-162 Wikidata | BW                       |
| Hauptstraße 22 (Standort)      | Bauernhaus                                                 | In Ecklage, zweigeschossiger Sandsteinquaderbau mit Steilsatteldach, 1895 | D-5-76-111-158 Wikidata | weitere Bilder           |
| Hauptstraße 22 (Standort)      | Stallgebäude                                               | Erdgeschossiger, verputzter Massivbau mit Satteldach und Fachwerkgiebel, gleichzeitig | D-5-76-111-158 Wikidata | Stallgebäude             |
| Hauptstraße 27 (Standort)      | Pfarrhaus                                                  | Zweigeschossiger, teils verputzter Sandsteinquaderbau mit Walmdach und partiellem Fachwerkobergeschoss, 1729 | D-5-76-111-157 Wikidata | weitere Bilder           |
| Hauptstraße 31 (Standort)      | Gasthaus Post, ehemalige kaiserliche Poststation           | Zweigeschossiger, giebelständiger und verputzter Massivbau mit Steilsatteldach und rustizierten Ecklisenen, barock, bezeichnet „1747“ | D-5-76-111-160 Wikidata | weitere Bilder           |
| Hauptstraße 39 (Standort)      | Evangelisch-lutherische Pfarrkirche St. Andreas            | Saalkirche mit Satteldach, sandsteinsichtiger Giebelfront und Dachreiter mit Spitzhelm, flachgedecktes Langhaus mit eingezogener Chorapsis, neuromanisch, von Leonhard Förtscher, 1846–53; mit Ausstattung | D-5-76-111-161 Wikidata | weitere Bilder           |
| Klosterweg (Standort)          | Scheune                                                    | Giebelständiger, verputzter Sandsteinquaderbau mit gebrochenem Steilsatteldach, Mitte 19. Jahrhundert | D-5-76-111-166 Wikidata | BW                       |
| Lindenweg 1 (Standort)         | Ehemaliges Wohnstallhaus                                   | Zweigeschossiger, traufseitiger Sandsteinquaderbau mit Steilsatteldach, 1886 | D-5-76-111-153 Wikidata | Ehemaliges Wohnstallhaus |
| Wernfelser Weg 4 (Standort)    | Ehemaliger Sommerkeller der Brauerei Stern, jetzt Wohnhaus | Zweigeschossiger Sandsteinquaderbau mit Walmdach und Gurtgesims, bezeichnet „1835“ | D-5-76-111-163 Wikidata | BW                       |
| Wernfelser Weg 4 (Standort)    | Felsenkeller                                               | Umgeben von Linden, 1884 | D-5-76-111-163 Wikidata | BW                       |

### Keinem Ortsteil zugeordnet
| Lage                                                         | Objekt                                                | Beschreibung | Akten-Nr.      | Bild                                                  |
| ------------------------------------------------------------ | ----------------------------------------------------- | --- | -------------- | ----------------------------------------------------- |
| Spalter Berg; Kohlhut; Denkmalstraße; In der Kellerstritt () | Grenzsteine der Fraischgrenze Pflegamt Wernfels-Spalt | Sandstein, überwiegend bezeichnet und reliefiert mit Bischofsstab und markgräflichem Adler; Nr. 3, 67, bezeichnet mit „1717“; Nr. 68, 70, vermutlich 18. Jahrhundert; zugehörig Grenzsteine Nr. 7, 8, 10, 11, 19, 21, 27, 29, 43, 44, 45, 47, 50, siehe Stadt Spalt; zugehörig Grenzsteine Nr. 55 und 56, siehe Markt Absberg; zugehörig Grenzstein Nr. 61, siehe Gemeinde Haundorf | D-5-76-111-172 | Grenzsteine der Fraischgrenze Pflegamt Wernfels-Spalt |

## Ehemalige Baudenkmäler
In diesem Abschnitt sind Objekte aufgeführt, die früher einmal in der Denkmalliste eingetragen waren, jetzt aber nicht mehr. Objekte, die in anderem Zusammenhang also z. B. als Teil eines Baudenkmals weiter eingetragen sind, sollen hier nicht aufgeführt werden. Aktennummern in diesem Abschnitt sind ehemalige, jetzt nicht mehr gültige Aktennummern.

| Lage                                                | Objekt                     | Beschreibung | Akten-Nr.               | Bild    |
| --------------------------------------------------- | -------------------------- | --- | ----------------------- | ------- |
| Abenberg Burgsteig 5 (Standort)                     | Scheune                    | Sandsteinquaderbau mit Fachwerkgiebel, 18. Jahrhundert                                                                     | D-5-76-111-3 Wikidata   | Scheune |
| Abenberg Kirchgasse 4 (Standort)                    | Kleinhaus                  | Erdgeschossiger Satteldachbau, Fachwerk verputzt, wohl 18. Jahrhundert                                                     | D-5-76-111-27 Wikidata  | BW      |
| Abenberg Schechsengasse 8 (Standort)                | Kleinhaus                  | Mit Fachwerkgiebel, erste Hälfte 19. Jahrhundert                                                                           | D-5-76-111-66 Wikidata  | BW      |
| Abenberg Windsbacher Straße 7 (Standort)            | Wohnhaus                   | Kleiner Fachwerkbau mit zwei Zwerchhäusern, 18. Jahrhundert                                                                | D-5-76-111-96 Wikidata  | BW      |
| Abenberg In der Flur Märterlein ()                  | Bildstock                  | 18. Jahrhundert | D-5-76-111-104          |         |
| Abenberg am Druidenstein (Standort)                 | Bildstock                  | 18. Jahrhundert | D-5-76-111-105          | BW      |
| Bechhofen Aurauer Weg 1 (Standort)                  | Kleinbauernhaus            | 18./19. Jahrhundert | D-5-76-111-110 Wikidata | BW      |
| Dürrenmungenau In der Flur Streitholz ()            | Grenzstein                 | Fraischstein für Markgrafschaft Ansbach-Hochstift Eichstätt                                                                | D-5-76-111-129 Wikidata |         |
| Dürrenmungenau in der Flur Sandbichel (Standort)    | Grenzsteine                | Zwei Fraischsteine für Markgrafschaft Ansbach – Hochstift Eichstätt                                                        | D-5-76-111-128 Wikidata | BW      |
| Ebersbach Ebersbach 14 (Standort)                   | Erdgeschossiges Bauernhaus | Steildach, zweite Hälfte 19. Jahrhundert                                                                                   | D-5-76-111-131 Wikidata | BW      |
| Obersteinbach ob Gmünd Obersteinbach A 7 (Standort) | Wohnstallhaus              | Erdgeschossiger, traufseitiger Sandsteinquaderbau mit Steilsatteldach und östlichem Fachwerkgiebel, frühes 19. Jahrhundert | D-5-76-111-147 Wikidata | BW      |

## Abgegangene Baudenkmäler
In diesem Abschnitt sind Objekte aufgeführt, die früher einmal in der Denkmalliste eingetragen waren, jetzt aber nicht mehr existieren, z. B. weil sie abgebrochen wurden. Aktennummern in diesem Abschnitt sind ehemalige, jetzt nicht mehr gültige Aktennummern.

| Lage                                     | Objekt         | Beschreibung                                                        | Akten-Nr.               | Bild |
| ---------------------------------------- | -------------- | ------------------------------------------------------------------- | ----------------------- | ---- |
| Wassermungenau Hauptstraße 14 (Standort) | Gasthaus Krone | Zweigeschossiger Giebelbau, Fachwerk verputzt, Ende 17. Jahrhundert | D-5-76-111-154 Wikidata | BW   |